# ネマニャ・ラドヤ
ネマニャ・ラドヤ（Nemanja Radoja  ,  1993年2月6日 - ）は、ユーゴスラビア（現：セルビア）・ヴォイヴォディナ自治州南バチュカ郡ノヴィ・サド出身のプロサッカー選手。ポジションはMF。

## 来歴
2011年に地元のFKヴォイヴォディナ・ノヴィ・サドでプロデビュー。2012年8月18日のFKスパルタク・スボティツァ戦で、プロ初ゴールを記録。2012-13シーズンはセルビア・カップで優勝を経験するなど、主力として活躍した。
2014年8月12日、スペイン・プリメーラ・ディビシオンのセルタ・デ・ビーゴと5年契約を締結。24日のヘタフェCF戦で、移籍後初出場した。
2019年8月21日、レバンテUDにフリー移籍で加入し、3年契約を締結した。

## セルビア代表
2012年にエストニアで開催されたUEFA U-19欧州選手権2012に、U-19セルビア代表として出場。
2016年10月。2018 FIFAワールドカップ・ヨーロッパ予選の対モルドバ戦、オーストリア戦に、初のフル代表招集。同年11月のウクライナとの親善試合で、代表戦デビューを果たした。